# سوفی ویلسون

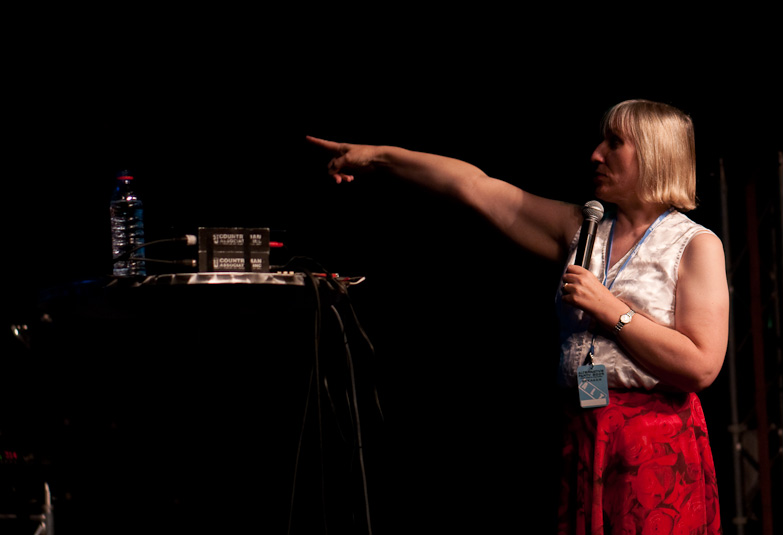

سوفی ویلسون (انگلیسی: Sophie Wilson؛ زادهٔ ۱۹۵۷) یک دانشمند رایانه اهل بریتانیا است.

## دوران سنین جوانی و تحصیل
او در لیدز، یورک‌شر به دنیا آمد و توسط پدر و مادری که هر دو معلم بودند، بزرگ شد، پدرش معلم زبان انگلیسی و مادرش معلم فیزیک بودند.
از سال ۱۹۷۵، او در کالج سلوین، دانشگاه کمبریج، در رشته علوم رایانه، تریپوهای ریاضی تحصیل کرد و عضوی از انجمن ریزپردازنده آنها بود. در یک تعطیلات عید پاک، ویلسون یک ریزرایانه با ریزپردازنده فناوری ام‌اواس ۶۵۰۲، با الهام از ام‌کی۱۴ قبلی، که برای کنترل الکترونیکی خوراک گاوها استفاده می‌شد، طراحی کرد.

## حرفه
در سال ۱۹۷۸، پس از طراحی دستگاهی برای جلوگیری از جرقه‌های فندکی که باعث پرداخت پول در ماشین‌های اسلات می‌شود، به شرکت ای‌کورن کامپیوتر پیوست.